# Maria Nadotti
Maria Nadotti es una reconocida periodista y escritora italiana que centra sus trabajos en el teatro, el cine y la cultura. Sus textos han aparecido publicados en diversas publicaciones, tanto italianas como extranjeras, entre las que destacan Lapis, Il Sole 24 Ore, L'Unità, La Repubblica Donne y lo Straniero. 

## Obra literaria
- Nadotti, Maria (1994). Silenzio = Moerte: Gli usa nel tempo dell'Aids. Anabasi.

- Nadotti, Maria; Robin Morgan (1996).  La Tartaruga Edizioni, ed. Cassandra non abita più qui. Anabasi. ISBN 88-7738-226 |isbn= incorrecto (ayuda).

- Nadotti, Maria (1996). Sesso & Genere. Il Saggiatore.

- Nadotti, Maria (1998). Scrivere al buio. La Tartaruga Edizioni.

- Nadotti, Maria; Giovanna Rizzo (1995). Nata due volte. Il Saggiatore.